# Infernal (jeu vidéo)
Pour les articles homonymes, voir Infernal.
Infernal (également connu sous son nom de projet Diabolique: License to Sin) est un jeu vidéo de tir à la troisième personne développé par Metropolis Software et édité par Playlogic, sorti en 2007 sur Windows.
Le jeu est sorti sur Xbox 360 en 2009 sous le titre Infernal: Hell's Vengeance.

## Système de jeu
Le joueur y incarne Ryan Lennox, un ange déchu pouvant contrôler des pouvoirs démoniaques : pyrokinésie, téléportation...

## Accueil
- Jeuxvideo.com : 13/20[1]